# Сандстон (Вирџинија)
Сандстон (енгл. Sandston) насељено је место без административног статуса у америчкој савезној држави Вирџинија.

## Демографија
По попису из 2010. године број становника је 7.571.
| Група             | 2000.    | 2010.         |
| Белци             | 0 (0,0%) | 4.459 (58,9%) |
| Афроамериканци    | 0 (0,0%) | 2.493 (32,9%) |
| Азијати           | 0 (0,0%) | 98 (1,3%)     |
| Хиспаноамериканци | 0 (0,0%) | 359 (4,7%)    |
| Укупно            | 0        | 7.571         |